# Mohammad Hussain Sarāhang
Mohammad Hussain Sarāhang est un chanteur afghan (1924-1983) connu pour ses textes, compositions et interprétations dans différents styles classiques comme le khayal, le thumri, la tarana, le ghazal ou encore le râga Mohammad Hussain Sarahang acquerra ses lettres de noblesse en Inde où son père l'envoya pour faire ses études de musique.

## Distinctions
Les plus grandes écoles de musique classiques indiennes le reconnaissent comme étant un Maître de la musique et lui attribuèrent différentes distinctions honorifiques réservés aux rares prodiges de la musique :
- Reconnu Ostad (Maitre), Docteur et Professeur par la prestigieuse école de musique de Kalakendra (Calcutta)
- Le titre de “Koh-é Beland-é Musiqi” (Montagne Haute de la Musique) par l'école de Chandigarh.
- Le titre de “Sar Taj-é Musiqee” (Haute couronne de la Musique) par l'école centrale de la Musique d'Allahabad.
- Le titre de “Baba-é Musiqi” (Père de la Musique) lors d'un grand concert à New Delhi en 1979
- Le titre de “Cher-é Musiqi” (Lion de la Musique) lors de son dernier concert en Inde à Allahabad.

## Anecdotes
Connu en Afghanistan, au Pakistan, au Tadjikistan et en Iran Ostad Mohammad Hussain Sarahang fut révélé en Inde. Son concert de 1979 à New Delhi rassembla une foule de personne dès son arrivée à l'aéroport. À sa descente de l'avion un tapis rouge lui a été dressé, avec de chaque côté des jeunes femmes indiennes aux longs cheveux qui les laissèrent tomber sur le tapis en se courbant. Ostad a donc mis pied sur les cheveux de ces jeunes femmes en parcourant le tapis rouge. Cette façon d'accueillir est une marque d'affection, de respect et d'admiration dans les traditions indiennes, réservée aux seuls artistes d'exception[réf. nécessaire].